# Martti Aljand
Martti Aljand (Tallin, URSS, 22 de noviembre de 1987) es un deportista estonio que compitió en natación. Su hermana Triin compitió en el mismo deporte.
Ganó tres medallas en el Campeonato Europeo de Natación en Piscina Corta, en los años 2011 y 2012.

## Palmarés internacional
| Campeonato Europeo en Piscina Corta | Campeonato Europeo en Piscina Corta | Campeonato Europeo en Piscina Corta | Campeonato Europeo en Piscina Corta |
| Año                                 | Lugar                               | Medalla                             | Prueba                              |
| ----------------------------------- | ----------------------------------- | ----------------------------------- | ----------------------------------- |
| 2011                                | Szczecin (Polonia)                  | Medalla de bronce                   | 100 m estilos                       |
| 2012                                | Chartres (Francia)                  | Medalla de plata                    | 100 m braza                         |
| 2012                                | Chartres (Francia)                  | Medalla de bronce                   | 100 m estilos                       |